# Beat Crusaders
Beat Crusaders, stylisé BEAT CRUSADERS, est un groupe de rock japonais. Il alterne le punk, la pop et un rock simple, et est influencé par les artistes japonais des années 1980. Le succès du groupe vient en partie de sa participation à la bande son du manga BECK, et du générique de début de l'anime homonyme. Quelques clips ont été diffusés sur MTV (Japanese Girl, Sensation...), popularisant le groupe davantage.

## Biographie

### Formation et débuts (1997–2002)
Beat Crusaders, couramment abrégé BECR, est formé à la fin de 1997 par Toru Hidaka dans la veine expérimentale du lo-fi/rock indépendant américain. Le reste du groupe le rejoint et ils partent ensemble jouer autour de la région de Shimokitazawa (Tokyo). Leur utilisation créative des synthétiseurs analogiques et du vieux Casitone, inspirée par des groupes tels que Weezer et The Rentals, et parfois avec le dynamisme du rock snuffesque, les transforme en un puissant groupe de guitaristes mélodique. À la fin de 1998, Beat Crusaders commence déjà à enregistrer des morceaux.
Leur activité se poursuit avec la sortie d'un single, E.C.D.T., publié en juin l'année suivante, qui entre dans les charts indépendants dans les magasins à travers le Japon. Un mois plus tard, leur premier mini-album, Howling Symphony of... est publié ; il entre aussi dans les charts dans divers magazines musicaux, ce qui leur donne un bon coup de pouce. En raison du bon accueil de la part de la presse, ils sont courtisés par divers groupes alternatifs/indépendants, passant par la pop, la new wave, le punk et le ska. Ils enregistrent et publient un deuxième single, Firestarter, sorti au début de 2000, et plus tard l'album All You Can Eat. Ils participent également à quatre compilations, publient leur propre EP de reprises, et un split intitulé WXY, composé avec le groupe de punk rock japonais Capitain Hedgehog.

### Consécration et fin (2003–2010)
En août 2003, trois des quatre membres originaux de Beat Crusaders quittent le groupe, pour finalement former un nouveau groupe appelé Anita Chili Peppers. Ils laissent seul Toru Hidaka qui recrutera plus tard quatre nouveaux membres. La raison du départ des anciens membres reste inconnue. Toutefois, ils ne semble pas s'être quittés en mauvais termes, compte tenu du fait que Hidaka utilisait les masques de ses anciens collègues.
Plus tard, leur chanson Hit in the USA est utilisé pour l'ouverture de la anime BECK: Mongolian Chop Squad, qui projette la bande hors de la scène indie, frappant la musique japonaise. Depuis lors, ils publient plusieurs albums, dont un de reprises de chansons américaines et britanniques intitulé Music Crusaders. Leur chanson Tonight, Tonight, Tonight est utilisée comme quatrième générique de début pour l'anime Bleach. En 2006, la musique du groupe fait sa première apparition américaine comme la chanson thème d'ouverture, Hey x 2 x 2 Research (Aka Hey Hey Look Look) à la série d'animation de Nicktoons Kappa Mikey. Le single Winterlong est utilisé comme l'ouverture de l'anime Contes Hero.
Un album, EPopMaking, est publié le 30 mai 2007 ; il contient 19 titres, et est suivi par Popdod le 4 juin 2008. Ils expliquent avoir choisi cette date en raison du quarantième anniversaire de Hidaka, le lendemain de la sortie.
En 2010, Toru Hidaka confirme la séparation de Beat Crusaders, mais promet de sortir un nouvel album avant sa concrétisation. Leur dernier album, intitulé REST CRUSADERS est sorti le 6 octobre 2010. Il se compose de 22 morceaux dont deux nouveaux, d'anciens singles comme Windom, et de singles plus récents comme Let It Go et Situation.

## Membres

### Anciens membres
- Tōru Hidaka (ヒダカトオル/日高 央, Hidaka Tōru?) - chant, guitare
- Masahiko Kubota (クボタマサヒコ/久保田 匡彦, Kubota Masahiko?) - basse
- Tarō Katō (カトウタロウ/加藤 太朗, Katō Tarō?) - guitare
- Mashīta (マシータ?, vrai nom Hirofumi Yamashita (山下 博史, Yamashita Hirofumi?)) - batterie
- Keitaimo (ケイタイモ?, vrai nom Keita Tanabe (田辺 啓太, Tanabe Keita?)) - claviers

### Membres fondateurs
- umu (Mitsutaka Umuyashiki) - basse, chant
- araki (Takayuki Araki) - batterie, chant
- thai (Hiroyuki Tai) - claviers, guitare, chant (décédé le 26 novembre 2011[4])

## Discographie

### Albums studio
- 1999 : Howling Symphony of...
- 2000 : All You Can Eat
- 2001 : Foresights
- 2002 : Sexcite
- 2005 : A PopCalypse Now: jigoku no Pop shiroku (A PopCalypse Now: 地獄のPOP示録?)
- 2005 : P.O.A.: Pop on Arrival
- 2007 : EpopMaking: Pop tono sogu (EpopMaking: Popとの遭遇～?)
- 2008 : Popdod
- 2010 : REST CRUSADERS
- 2010 : LUST CRUSADERS

### EP et singles
- 1999 : Never Pop Enough EP
- 2000 : Firestarter
- 2002 : Handsome Academy
- 2002 : Capa-City
- 2003 : Girl Friday
- 2004 : Captain Haus
- 2004 : Sensation
- 2005 : Hit in the USA
- 2005 : Feel
- 2005 : Love Potion No. 9
- 2005 : Day After Day/Solitaire
- 2005 : I Can See Clearly Now
- 2006 : Tonight, Tonight, Tonight (4e opening de l'anime Bleach)
- 2006 : Hey Hey Look Look (opening de l'émission de télévision Kappa Mikey)
- 2007 : Ghost
- 2008 : Winterlong (opening de Juushin Enbu (Hero Tales))
- 2008 : Arienai Kurai Kiseki (ありえないくらい奇跡?) (en collaboration avec Ayano Tsuji; bande originale du 3e film Keroro Gunso)
- 2009 : Let It Go
- 2010 : Situation

### Autres
- 2003 : Beat Crusaders
- 2003 : Best of
- 2006 : Compi Crusaders '68-'77 vol. 37 (album de reprises)

### Compilations
- 2009 : VERY BEST CRUSADERS

### Splits
- 2001 : WXY (avec Captain Hedge Hog)
- 2002 : Diggin' in the Street (avec Rude Bones)
- 2002 : Ozzy!! (avec Sk@ymate's)
- 2006 : Booootsy (avec Your Song is Good)
- 2006 : Cell No.9 (avec Tropical Gorilla)
- 2007 : Night on the Planet (avec Asapragus)